# Церква Святого Рівноапостольного Князя Володимира Великого (Кременець)
Церква Святого Рівноапостольного Князя Володимира Великого в Кременці — парафія і храм 2-го Кременецького благочиння Тернопільської єпархії Православної церкви України в місті Кременець Кременецький району Тернопільської области.

## Історія церкви
Історія храму розпочинається в 1895 році, коли його збудували в селі Шпиколоси. Після Другої світової війни радянська влада спалила дерев'яну церкву, але через кілька років місцеві жителі її відбудували. Наприкінці 90-х років громада Шпиколосів збудувала вже кам'яний храм.
У 1997 році в Кременці була заснована громада УПЦ КП. Парафіяни перевезли дерев'яний храм зі Шпиколос до Кременця (на вулицю Переліски), де під керівництвом першого настоятеля о. Василя Хоміцького відреставрували його.
28 липня 1998 року, на свято святого рівноапостольного князя Володимира Великого, оновлений храм і престол освятив архієпископ Тернопільський і Кременецький Іов із собором священників. Найбільший внесок у відбудову зробив Михайло Дволінський з синами.

## Парохи
- о. Василь Хоміцький (1997—2003),
- о. Іван Дмитрів (з 2003).